# 孫振基
孫振基（1569年1月18日—1616年），字爾構，号肖崗，陕西潼關縣人。

## 生平
萬曆二十二年甲午（1594年）中举人，萬曆二十九年（1601年）中進士，户部觀政，授黄县知县，三十二年调安丘知县，三十六年四月入补礼部主事。萬曆四十年壬子（1612年）十月，授户科给事中，巡视光禄寺。四十一年迁山東按察司僉事，四十三年丁憂歸。萬曆四十四年孟春去世于家，年四十八。

## 家族
原籍三原縣，七世祖孫大始徙居潼關，属衛所軍籍。祖父孫元，生二子：重光、承光，承光中举，仕为沔縣令，娶謝氏，生二子，孫振基即其長子。
子孫必顯，万历四十四年进士，崇禎十一年官兵部右侍郎。

## 延伸阅读
[在维基数据编辑]
 《明史卷二百三十六》，出自《明史》